# Volvaria
Volvaria is een geslacht van schimmels behorend tot de familie Pluteaceae.

## Soorten
Volgens Index Fungorum telt het geslacht twee soorten (peildatum februari 2023):
| Soortnaam          | Auteur(s)              | Publicatiejaar |
| ------------------ | ---------------------- | -------------- |
| Volvaria primulina | (Cooke & Massee) Sacc. | 1891           |
| Volvaria temperata | (Berk. & Broome) Sacc. | 1887           |